# Oscar van Dillen

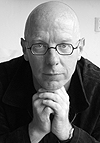
Oscar van Dillen

Oscar van Dillen (rechts) mit Martin Greve und Rainer Lewalter

Oscar Ignatius Joannes van Dillen (* 25. Juni 1958 in ’s-Hertogenbosch, Niederlande) ist ein niederländischer Komponist.

## Leben und Wirken
Er studierte von 1977 bis 1980 die klassische Musik Nordindiens (Sitar, Tabla, Gesang) an der Tritantri School in Amsterdam bei Jamaluddin Bhartiya und an der Bansuri School of Music in Berkeley (Kalifornien) bei G. S. Sachdev sowie von 1982 bis 1984 klassische und Jazz-Flöte am Sweelinck Conservatorium in Amsterdam. Hier erhielt er auch Kompositionsunterricht von Misha Mengelberg.
Nach einem Studium der Musik des Mittelalters und der Renaissance bei Paul Van Nevel in Löwen studierte er in den Jahren 1990 und 1991 Komposition in Den Haag am Koninklijk Conservatorium unter anderem bei Dick Raaijmakers und Gilius van Bergeijk und von 1996 bis 2002 Komposition bei Klaas de Vries, Peter-Jan Wagemans und René Uijlenhoet am Rotterdamer Konservatorium, zudem 2001 bei Manfred Trojahn an der Robert Schumann Hochschule in Düsseldorf, wo er auch Dirigierunterricht erhielt von Lutz Herbig.
Oscar van Dillen lebt in Rotterdam und unterrichtet am dortigen Konservatorium klassische Musiktheorie in der Abteilung Jazz, Pop und Weltmusik.
Von Dezember 2006 bis Juli 2007 gehörte van Dillen dem Vorstand der Wikimedia Foundation an.

## Werke (Auswahl)
- Saxofonquartett Nr.1 (1996)
- Conga für einen Schlagzeuger (1996)
- Toccata Sanguinica für Barockgitarre (1996)
- Zwaar is Mooi für Ensemble (1997)
- Ignatia für Klarinette (1998)
- Tarentula für Blockflötenduo (1998)
- Tijd Speelt Geen Rol für Ensemble (1998)
- Summa Scientia für Frauenchor (1999)
- Streichquartett Nr.1 (1999)
- Objet Privé (das Ding an mich) für Violoncello (1999)
- Le Panache für Klavier (2000)
- Méditation für Klavier (2000)
- Labyrinth für drei sich bewegende Posaunisten (2001)
- de Beweging für großes Orchester (2001)
- Memos for a New Millennium für Disklavier mit Spieler (2002)
- Roter Damm Verwandelt für solo Rapper, Ensemble und Soundscape (2002)
- de Stad, Kammersinfonie (2003)
- mm3 für 'Spielzeugklavier'(2003)

de Stad erschien 2003 mit dem „Ensemble Gelber Klang“ auf Super Audio CD bei Cybele Records.
mm3 wurde von Bernd Wiesemann auf der SACD „Das untemperierte Klavier“ eingespielt.